# Städteschnellzug

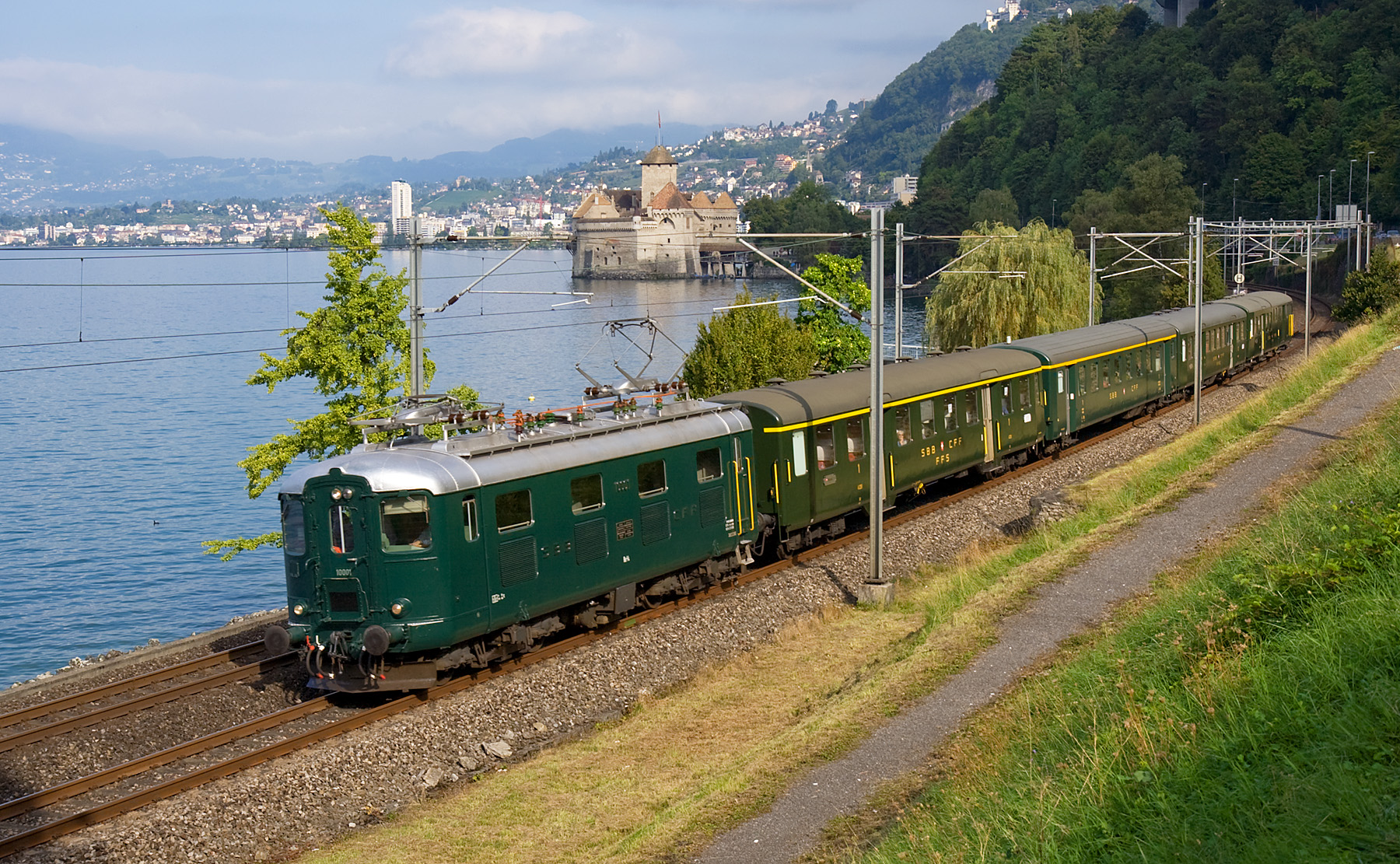
Museumszug beim Schloss Chillon mit Lokomotive Re 4/4^{I} und zwei Leichtstahlwagen (erster und dritter)

Als Städteschnellzug (französisch: Train interville) wurde bis 1982 eine Zugskategorie der Schweizerischen Bundesbahnen auf der Ost-West-Verbindung St. Gallen–Genf bezeichnet.
Ab 1936 wurden erste Leichtschnellzüge zwischen Zürich und Genf eingeführt, zunächst noch mit schweren Stahlwagen. Ab 1937 wurden stattdessen die neu gebauten Leichtstahlwagen eingesetzt, ab 1956 die Einheitswagen I. Als Triebfahrzeuge dienten zunächst Ae 3/6I, ab 1946 Re 4/4I.  Ab dem Sommerfahrplan 1949 wurden die Leichtschnellzüge im Kursbuch nicht mehr als solche gekennzeichnet.
Ab den 1960er Jahren wurden Re 4/4II, RBe 4/4 und EW II in den Städteschnellzügen eingesetzt.
Städteschnellzüge warteten keine Anschlüsse ab, die Beförderung von Gruppen und Velos war eingeschränkt. Von 1967 bis 1982 hielten diese Züge zwischen Zürich und Genf nur in Bern, Freiburg und Lausanne. Teilweise führten sie einen Speisewagen, sonst gab es eine Minibar zur Verpflegung der Reisenden.
Ab 1975 wurden mit der Eröffnung der Heitersberglinie ein Teil der Städteschnellzüge mit klimatisierten EW III und Re 4/4II geführt. Diese wurden auch als Swiss Express bezeichnet und waren im Kursbuch mit dem Symbol ✪✪ für «Zug mit klimatisierten Wagen» gekennzeichnet.
Mit der Einführung des Taktfahrplans von 1982 verschwand die Bezeichnung Städteschnellzug und wurde vom InterCity auf zunächst sechs Linien ersetzt.

## Galerie

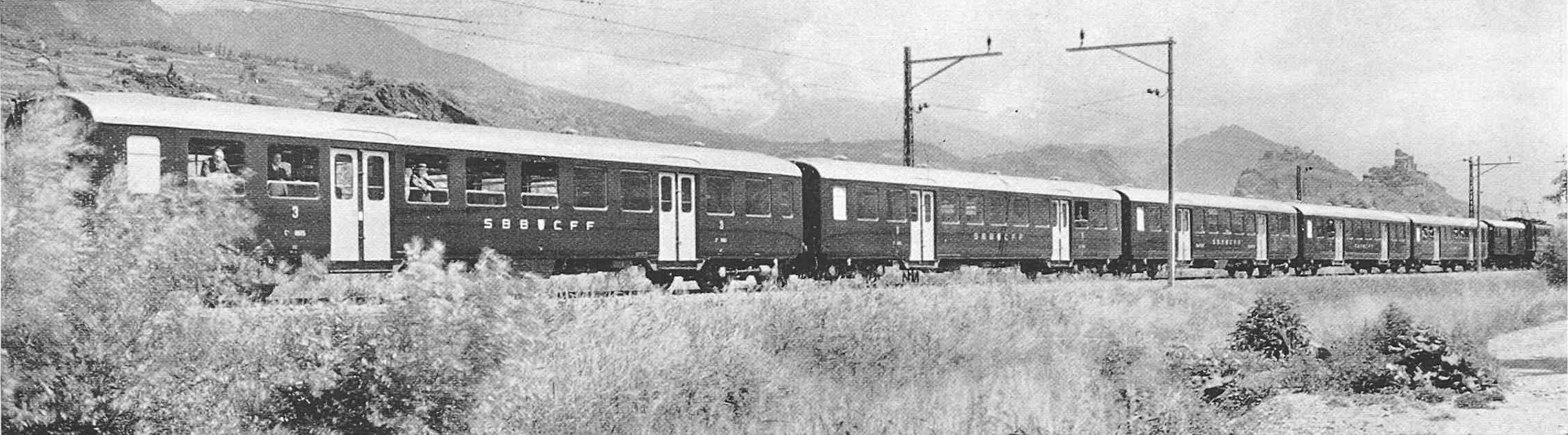
Die ersten Städteschnellzüge wurden aus Leichtstahlwagen und einer Ae 3/6I gebildet.
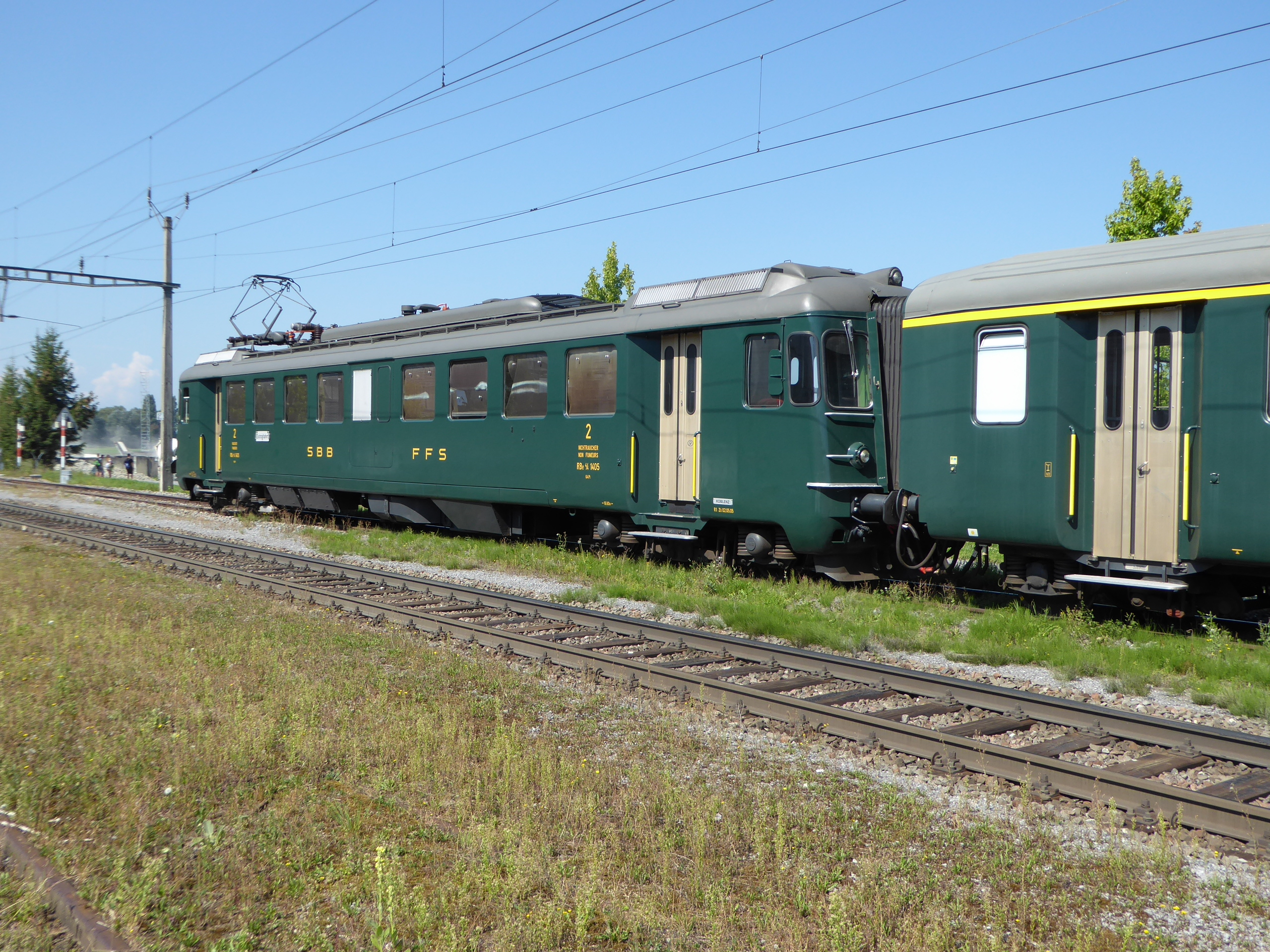
Die RBe 4/4 wurden nach ihrer Ablieferung als Städteschnellzug eingesetzt.
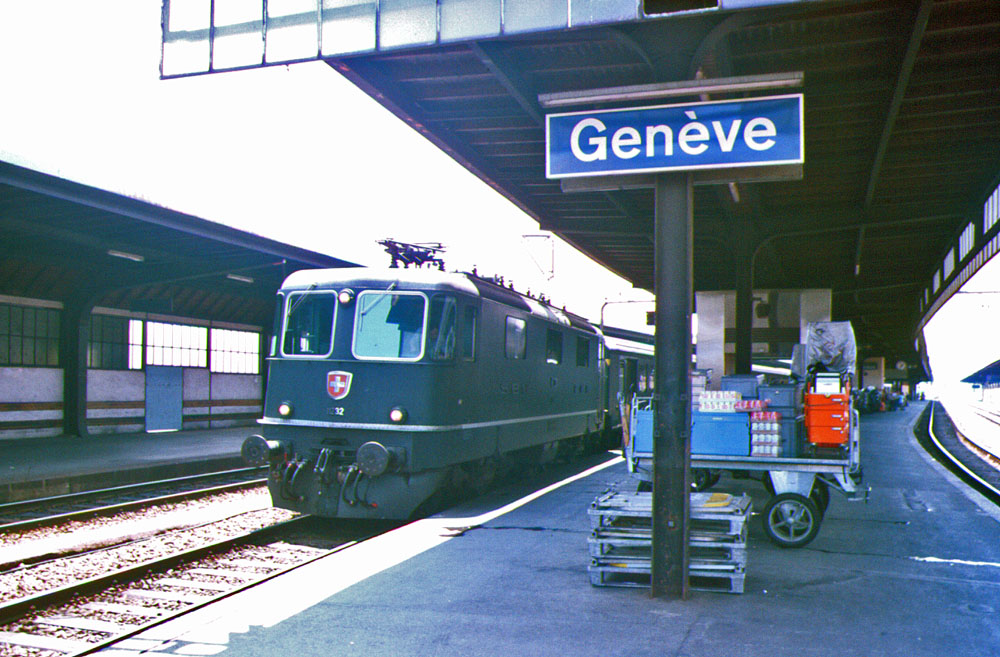
Viele Jahre prägten die Re 4/4II mit Einheitswagen I und II die Städteschnellzüge.
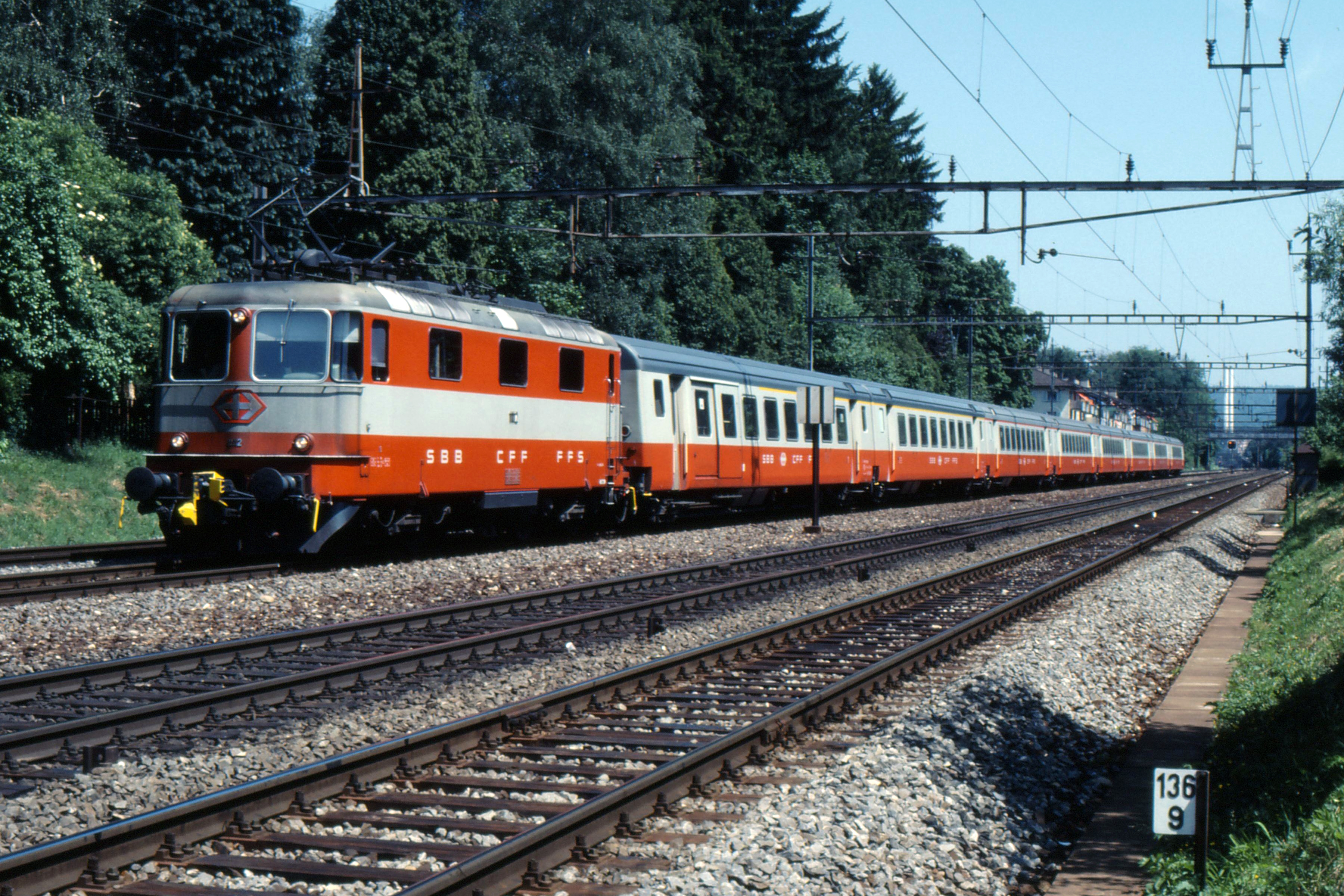
Swiss-Express-Wagen mit farblich angepasster Re 4/4II auf der Ost-West-Achse.